# 99-й гвардейский самоходный артиллерийский полк (СССР)
99-й гвардейский самоходный артиллерийский Померанский Краснознамённый, орденов Суворова и Кутузова полк (99 гв. сап) — воинское формирование Сухопутных войск СССР.
Полк находился, в разное время, в составе 3-й мотострелковой и 47-й гвардейской танковой дивизий.

## История
Ведёт свою историю от 571-го артиллерийского полка 154-й стрелковой дивизии (1-го формирования). 26 декабря 1942 года полк был преобразован в 99-й гвардейский артиллерийский полк 47-й гвардейской стрелковой дивизии РККА.
На конец 1980-х годов 99-й гвардейский самоходный артиллерийский полк (в/ч 58367) находился в составе 47-й гвардейской танковой дивизии 3-й общевойсковой армии СА и дислоцировался в ГДР в г. Магдебург. После ликвидации ГСВГ (ЗГВ), полк, вместе с другими частями 47-й гвардейской танковой дивизии выведен к 1993 году в Московский военный округ, в посёлок Мулино.
В 1997 году, при расформировании 47-й гвардейской танковой дивизии, полк (в/ч 52157) переведён в состав 3-й мотострелковой дивизии. 
В 2009 году расформирован вместе с 3-й мотострелковой дивизией в ходе реформы Вооружённых сил России.

## Награды и почётные наименования
| Награда (наименование)              | Дата награждения   | За что получена |
| ----------------------------------- | ------------------ | --- |
| Почётное звание «Гвардейский»       |                    | |
| Почётное наименование «Померанский» | 5 апреля 1945 года | соединениям и частям 1-го Белорусского фронта, отличившимся в боях при вторжении в пределы немецкой Померании 29 января 1945 года, присвоить наименование «Померанских» |
| Орден Красного Знамени              | 19 февраля 1945    | за образцовое выполнение, заданий командования в боях с немецкими захватчиками при прорыве обороны немцев южнее Варшавы и проявленные при этом доблесть и мужество      |
| Орден Суворова III степени          | 11 июня 1945 года  | за образцовое выполнение заданий командования в боях с немецкими захватчиками при овладении столицей Германии городом Берлин и проявленные при этом доблесть и мужество |
| Орден Кутузова III степени          | 19 февраля 1945    | за образцовое выполнение заданий командования в боях с немецкими захватчиками, за овладение городом Гнезен (Гнезно) и проявленные при этом доблесть и мужество          |

## Отличившиеся воины
- Аркадий Михайлович Корольков — командир 99-го полка, гвардии полковник, награждён орденом Мужества, орденом «За военные заслуги», медалью «За боевые заслуги», другими медалями. За мужество и героизм в ходе контртеррористической операции в Северо-Кавказском регионе, Указом Президента Российской Федерации № 1365 от 25 июля 2000 года гвардии полковнику Королькову Аркадию Михайловичу присвоено звание Героя Российской Федерации со вручением знака особого отличия — медали «Золотая Звезда».[1]

## Вооружение и военная техника
В конце 1980-х гг., дислоцируясь в г. Магдебург, 99-й гвардейский самоходный артиллерийский полк имел на вооружении 36 единиц САУ 2С3, 18 единиц РСЗО «Град», 3 единицы ПРП-3, 3 единицы 1В18, 1 единицу Р-156БТР.